# Пиаца ал Серкио
Пиаца ал Серкио (на италиански: Piazza al Serchio) е община в Италия, в региона Тоскана, провинция Лука. Общината се намира в планински район, наречен Гарфаняна в северната част на провинцията. Населението е около 2500 души (2007).